# Pantomallus
Pantomallus es un género de escarabajos longicornios.

## Especies
- Pantomallus costipennis (Buquet, 1844)
- Pantomallus costulatus (Bates, 1870)
- Pantomallus fuligineus Bates, 1872
- Pantomallus inermis Fleutiaux & Sallé, 1890
- Pantomallus martinezi Martins & Galileo, 2002
- Pantomallus morosus (Audinet-Serville, 1834)
- Pantomallus pallidus Aurivillius, 1924
- Pantomallus piruatinga Martins, 1997
- Pantomallus proletarius (Erichson, 1847)
- Pantomallus reclusus (Martins, 1981)
- Pantomallus rugosus Martins & Galileo, 2005
- Pantomallus sordidus (Burmeister, 1865)
- Pantomallus titinga Galileo & Martins, 2004
- Pantomallus tristis (Blanchard, 1847)